# Пейдж (кечистка)
Сарая-Джейд Бевис (на английски: Saraya-Jade Bevis) (род. 17 август 1992, на 32 г позната като Пейдж, е професионална английска кечистка. Тя е първата шампионка при жените в NXT.

## В кеча
- Cloverleaf
- Knight Light
- Ram-Paige
- Paige-Turner
- PTO – Paige Tap Out / Scorpion Crosslock
- Fisherman suplex
- Hair-pull toss
- Headbutt

Други имена
- „Анти-дива“

Интро песни
„Stars in The Night“ на CFO$

## Титли и постижения
German Stampede Wrestling
- Шампионка при дамите на GSW (1 път)

Herts & Essex Wrestling
- Шампионка при жените на HEW (2 пъти)

Premier Wrestling Federation
- Отборна шампионка при дамите на PWF (1 път) – с Сладката Сарая

Pro-Wrestling EVE
- Шампионка при про – Кечистките на EVE (1 път)

Pro Wrestling Illustrated
- PWI я класира като 1 от топ 50 жени кечистки в PWI Female 50 през 2014

Real Deal Wrestling
- Шампионка при жените на RDW (1 път)

Real Quality Wrestling
- Шампионка при жените на RQW (1 път)

Rolling Stone
- Дива на годината (2014)

Swiss Championship Wrestling
- Шампионка при дамите на SCW (1 път)

World Association of Women's Wrestling
- Шампионка при британските дами на WAWW (1 път)
- Отборна шампионка при британските дами на WAWW (1 път) – с Мелади
- Хардкор шампионка при дамите на WAWW (1 път)

Wrestling Observer Newsletter
- Най – лоша вражда на годината (2015) – отбор Пи Си Би срещу отбор Лоши срещу отбор Бела

WWE NXT
- Шампионка при жените на NXT (1 път)
  - Турнира за Титлата при жените на NXT (2013)

WWE
- Шампионка на дивите на WWE (2 пъти)